# Al Joyner
Alfredrick Alphonzo „Al” Joyner (ur. 19 stycznia 1960 w East Saint Louis, w stanie Illinois) – amerykański lekkoatleta, trójskoczek, mistrz olimpijski z Los Angeles.
Ukończył Arkansas State University. Na mistrzostwach świata w 1983 w Helsinkach zajął w finale trójskoku 8. miejsce. W 1984 zdobył w tej konkurencji mistrzostwo Stanów Zjednoczonych (AAU).
Na igrzyskach olimpijskich w 1984 w Los Angeles zdobył złoty medal z rezultatem 17,26 m, który uzyskał (z pomocą wiatru) w pierwszej kolejce. Podczas halowych mistrzostw świata w 1987 w Indianapolis zajął 5. miejsce. W tym samym roku (26 czerwca w San Jose) ustanowił swój rekord życiowy – 17,53 m.
Jest starszym bratem Jackie Joyner-Kersee, trzykrotnej mistrzyni olimpijskiej w lekkoatletyce. Od 1987 był mężem Florence Griffith-Joyner, również trzykrotnej mistrzyni olimpijskiej w lekkoatletyce. Po śmierci Griffith-Joyner w 1998 prowadzi fundację Flo Jo Community Empowerment Foundation pomagającą dzieciom i młodzieży na całym świecie. Ponownie ożenił się w 2003 z Alishą Biehn. Pracuje jako trener w University of California, Los Angeles.